# Balla con me
Balla con me (Broadway Melody of 1940) è un film del 1940 diretto da Norman Taurog.
È il quarto ed ultimo episodio della serie Broadway Melody prodotta da MGM, iniziata nel 1929 con La canzone di Broadway.

## Critica
Per il Dizionario Mereghetti è un «delizioso e sottovalutato musical, con scenette divertenti, splendide canzoni di Cole Porter e numeri grandiosi, tra i migliori visti sullo schermo», tra cui «Begin the Beguine, un numero di tip tap ancor oggi ineguagliato», un capolavoro mancato solo a causa dell'«intreccio, francamente insulso».

## SerieBroadway Melody
Gli altri episodi della serie:
- La canzone di Broadway (The Broadway Melody) (1929)
- Follie di Broadway 1936 (Broadway Melody of 1936) (1935)
- Follie di Broadway 1938 (Broadway Melody of 1938) (1937)